# Chevrolet Tracker
Pour les articles homonymes, voir Tracker.
La Chevrolet Tracker est un petit SUV à 3 et 5 portes à moteur essence vendu par le constructeur automobile américain Chevrolet sous trois générations depuis 1988. Il s'agit en réalité des Suzuki Vitara et Suzuki Grand Vitara rebadgés. Le Tracker était vendu au Brésil.
En 2013, il s'agit de la version sud-américaine et russe du Chevrolet Trax.

## Première génération

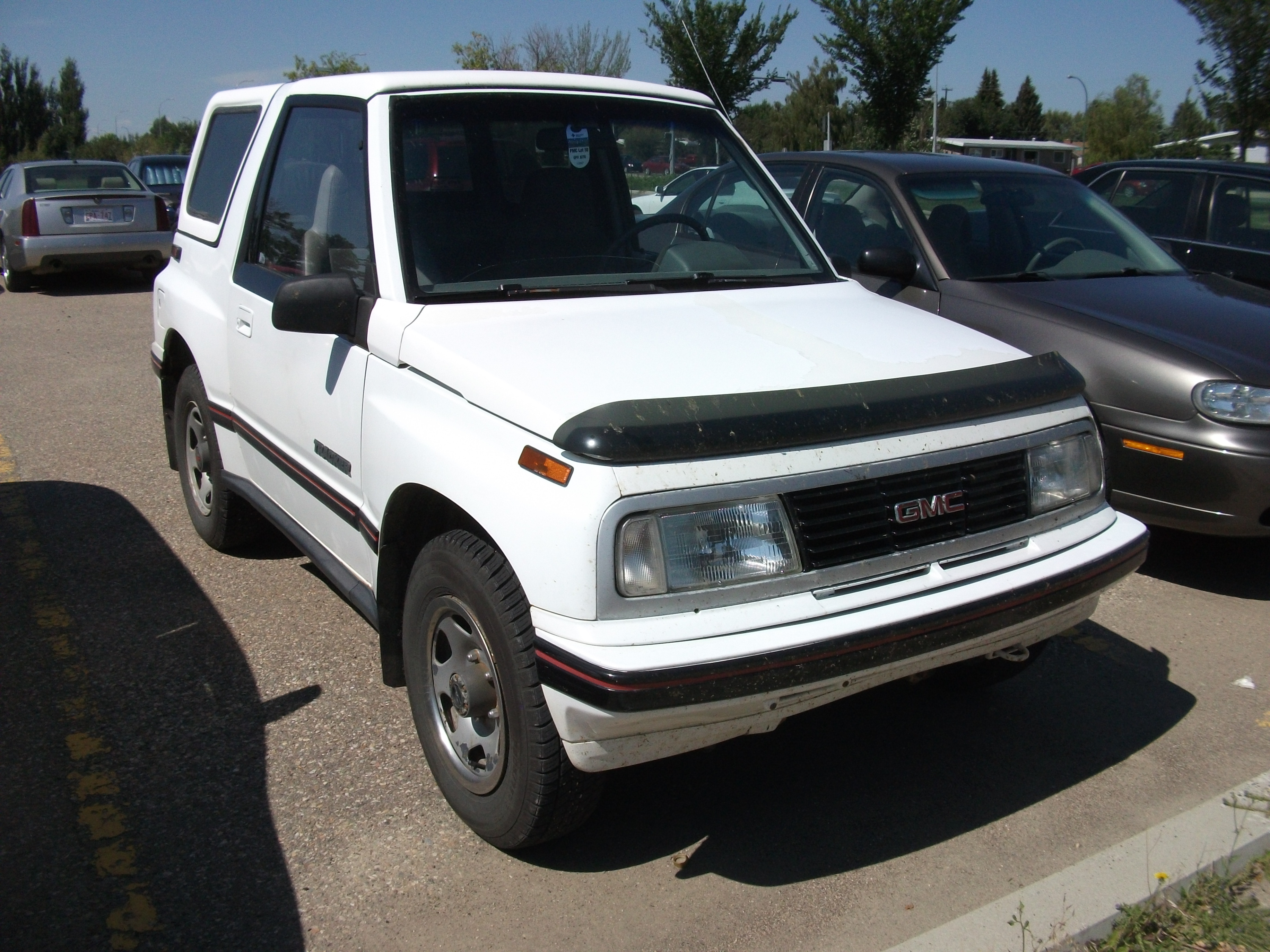
GMC Tracker

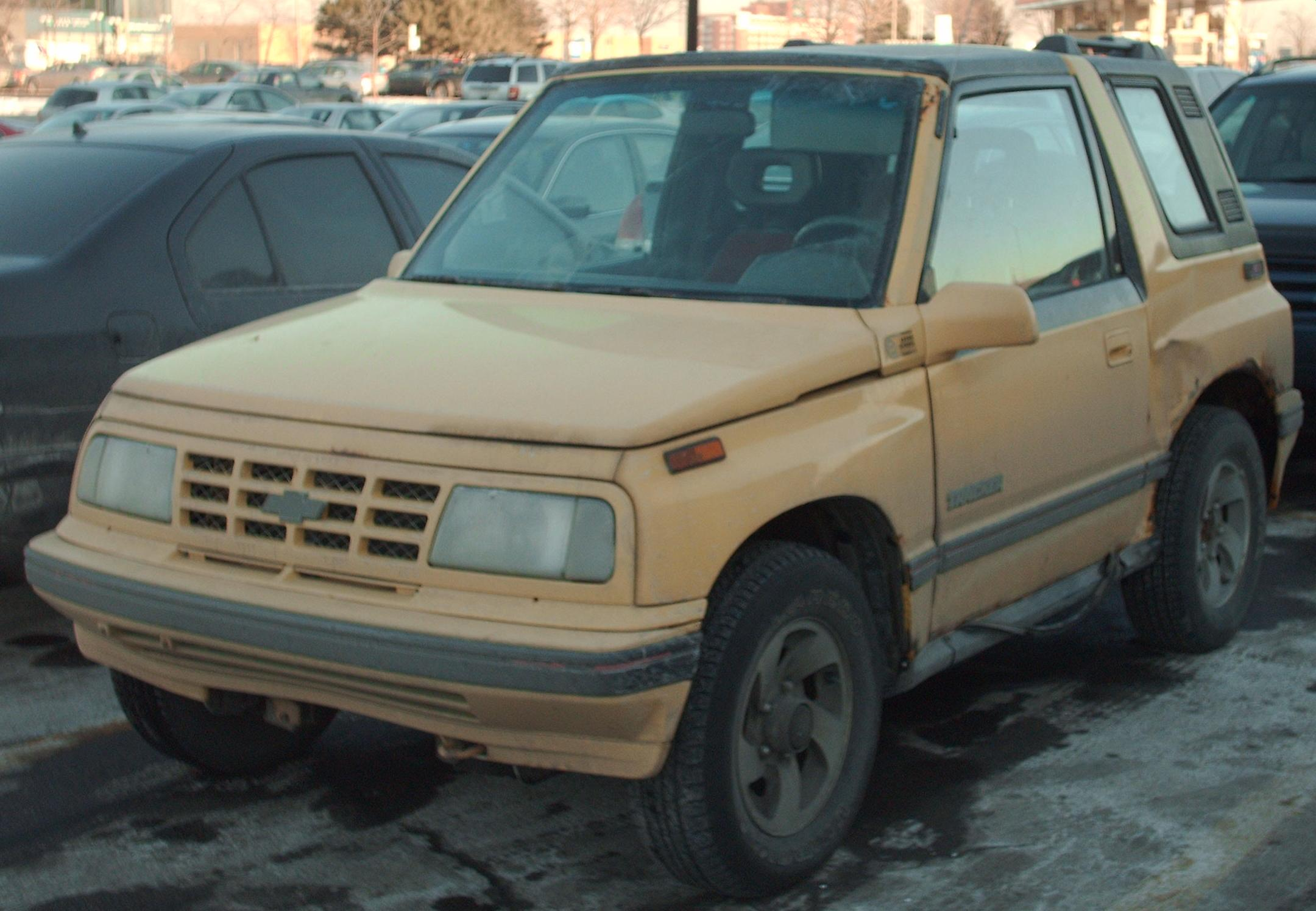
Chevrolet Tracker

Le Geo Tracker était un mini SUV introduit fin 1988 en tant que modèle de 1989. Il a été développé par CAMI qui était une coentreprise entre General Motors du Canada et Suzuki. Les modèles nord-américains devaient être construits dans l'usine de CAMI à Ingersoll, en Ontario, au Canada, aux côtés de son jumeau presque identique, le Suzuki Sidekick (Escudo) de construction nationale. Tous les Tracker de 1989 et de 1990 ont été construits au Japon et importés aux États-Unis en raison de retards à l'usine CAMI au Canada. En 1990, la production a commencé à Ingersoll et tous les Tracker y étaient alors construits.
Le Tracker était à l'origine propulsé par un moteur 4 cylindres DOHC de Suzuki de 1,6 L développant 80 ch (60 kW). Les niveaux de finition en 1989 étaient convertibles de base, hardtop de base à 2 portes et hardtop LSi. L'équipement du LSi comprend un climatiseur, des roues Rallye chromées, des essuie-glaces intermittents, un essuie-glace / lave-glace de lunette arrière, un couvre-pneu de secours, une transmission automatique GM Turbo-Hydramatic 180 à 3 vitesses, du verre teinté et des sièges avant et arrière baquets spéciaux rouges / noirs. En 1990, la finition LSi est également disponible sur les modèles cabriolet. Tous les Tracker étaient à quatre roues motrices jusqu'à ce qu'un cabriolet de base à deux roues motrices soit introduit en 1992. Les modèles deux portes à toit rigide étaient disponibles jusqu'en 1995, date à laquelle ils ont été abandonnés pour faire place au break quatre portes à toit rigide qui devait être introduit l'année suivante. Bien que Suzuki ait commencé à importer des Sidekick 4 portes en 1991, CAMI n'a commencé à les produire qu'à partir de l'année modèle 1996, lorsque l'Amérique a obtenu le Geo Tracker 4 portes, maintenant propulsé par le 16 soupapes G16B Suzuki de 1,6 litre offrant 96 ch (72 kW). En 1998, la plaque signalétique Geo a été réintégrée dans Chevrolet et tous les modèles Geo, y compris le Tracker, ont été rebadgés en tant que Chevrolet en 1998.
Le Tracker était différent de la plupart des autres SUV légers sur le marché parce qu'il est basé sur un châssis de camion léger robuste et certifié en tant que camion léger. Même s'il semblait être un SUV confortable pour les passagers, il était soutenu par un système tout terrain robuste à 4 roues motrices avec un moteur de camionnette classique et une transmission couplée à une boîte de transfert hi-lo, 2-4. Le Tracker avait une suspension avant solide avec un boîtier de direction robuste à recirculation de billes. Le différentiel avant conventionnel était monté rigidement en avant du moteur, avec des essieux CV reliant les moyeux avant à ressort hélicoïdal au carter de différentiel. L'essieu arrière sur ressorts hélicoïdaux était comme celui d'un camion léger conventionnel. En raison de ses fondations ressemblant à ceux des camions, le Tracker avait une conduite assez semblable à celui d'un camion, mais l'avantage été sa durabilité notable dans des conditions difficiles.
La production du modèle de première génération du Tracker (et Sidekick) a pris fin en Ontario après 1998 afin de faire place à la deuxième génération de Tracker / Vitara. Cependant, la production de la première génération de Sidekick a continué dans d'autres pays jusqu'en 2004.

## Canada
Lorsque le Geo Tracker a été introduit aux États-Unis, la marque Geo n'était pas vendue au Canada. Pour cette raison, le Tracker y a été introduit à la fois comme Chevrolet Tracker et GMC Tracker. Le Chevrolet Tracker été vendu chez les concessionnaires Chevrolet au Canada à partir de 1989. Initialement, il y avait 3 modèles: un cabriolet de base, un toit rigide de base et un toit rigide CL (CL est l'équivalent du LSi de la gamme Geo). En 1990, un cabriolet CL a été ajouté à la gamme. 1991 a été la dernière année pour le Chevrolet Tracker, car la marque Geo a été introduite au Canada en 1992 et tous les Chevrolet Tracker ont été renommés Geo Tracker, mais ils ont continué à afficher le logo Chevrolet sur la calandre jusqu'à la fin de la production en 1998. Tous les Chevrolet Tracker de 1989-1990 étaient à quatre roues motrices. À partir de 1991, le Geo Tracker vendu au Canada était identique à son homologue américain. Le GMC Tracker a également été introduit pour l'année modèle 1989 pour être vendu chez les concessionnaires Pontiac-Buick-GMC au Canada. Tout comme les Chevrolet et Geo au départ, il y avait trois modèles: le cabriolet de base, le toit rigide de base et le toit rigide SLE (le SLE étant équipé de la même manière que les CL et LSi des autres marques). En 1990, un cabriolet SLE a été ajouté à la gamme. 1991 a été la dernière année pour le GMC Tracker lorsque GM a introduit la marque Asüna en 1992 et le GMC Tracker a été renommé Asüna Sunrunner. Le Sunrunner était commercialisé comme étant plus haut de gamme et n'avait pas de modèle de base, tous les Sunrunner étant équipés comme les SLE. La marque Asüna n'a pas duré longtemps et après seulement deux ans (1992 et 1993), le Sunrunner a été renommé Pontiac. Le Pontiac Sunrunner été vendu au Canada de 1994 à 1998 en version de base et GT haut de gamme. Il était disponible en deux et quatre roues motrices et dans les deux styles de carrosserie cabriolet et hardtop. Alors que le Geo Tracker été également vendu en tant que familiale à quatre portes à partir de 1996, le Sunrunner n'a jamais eu ce style de carrosserie. Le Sunrunner a été abandonné en 2000 et a été remplacé par l'Aztek.

## Deuxième génération
En 1999, le Sidekick a été abandonné, et un Tracker de deuxième génération a été introduit, différent du successeur du Sidekick, le Grand Vitara. Une version Suzuki de ce Tracker exclusif pour l'Amérique du Nord été vendue sur le marché nord-américain sous le nom de Suzuki Vitara, qui est plus court que le Grand Vitara. Au Mexique, le Tracker de deuxième génération est resté en production et y été vendu sous le nom de Chevrolet Tracker. La série Tracker a été abandonnée aux États-Unis et au Canada en 2004, mais tous les modèles, y compris le LJ80 / Jimny, sont toujours en production dans d'autres usines Suzuki. Certains Tracker et Sidekick été fabriqués dans une usine Suzuki à Kosai, au Japon.
Les derniers modèles de Tracker (1999 et suivants) sont revenus à une direction légère à crémaillère et à pignon de type automobile, et donc impopulaire auprès des utilisateurs ruraux et tout-terrain, car la crémaillère et le pignon sont facilement endommagés. Le Tracker de 1re génération été vendu sous le nom de Chevrolet Vitara en Amérique latine, et le Tracker de 2e génération est vendu sous le nom de Chevrolet Grand Vitara dans les pays d'Amérique latine. En Amérique du Nord, le Tracker de première génération été vendu en tant que Chevrolet en 1998 après que GM est abandonné la marque Geo. En Amérique centrale, GM fabriqué le Suzuki Vitara / Grand Vitara vendus sous les noms de Chevrolet Vitara / Grand Vitara (Colombie, Équateur et Venezuela produit en GM Équateur), Suzuki Grand Vitara (Argentine) Chevrolet Tracker (Brésil et Mexique), tous produits par GM Argentine. Le 27 janvier 2004, la production du Chevrolet Tracker a été interrompue à l'usine CAMI d'Ingersoll, en Ontario, et remplacée par le Chevrolet Equinox.

## Tracker au Mexique
Le Geo Tracker 4x4 ou 4x2 3 portes à toit souple avec transmissions automatiques ou manuelles été vendu depuis 1994 (importé du Canada). En 1996, le Geo Tracker a été abandonné, et le Chevrolet Tracker disponible en 2 roues motrices ou 4 roues motrices en tant que toit souple à trois portes ou toit rigide à cinq portes avec transmission automatique ou manuel est de retour du Canada en 1998. En 2000 arrive une nouvelle génération de Chevrolet Tracker disponible en 2 roues motrices ou 4 roues motrices en tant que toit souple trois portes ou en toit rigide cinq portes, manuelle ou automatique, en 2001 la capote souple a été abandonnée. Arrive l'option V6 avec les 4x2 ou 4x4 automatique de 2002 à 2004. Même si le Tracker a été abandonné aux États-Unis et au Canada, le Tracker a poursuivi ses ventes au Mexique et au Brésil importés d'Argentine, bien que le modèle ait été revisité en 2005, basé sur le Suzuki Grand Vitara. Pour l'année modèle 2006, le logo GM argenté a été ajouté sur les portes avant. Le Tracker a été remplacé à l'été 2008 par le Saturn Vue aux États-Unis et au Canada (Chevrolet Captiva Sport au Mexique).

## Tracker au Brésil
Même si le Tracker a été abandonné aux États-Unis et au Canada, le Tracker a poursuivi ses ventes au Mexique et au Brésil, bien que le modèle ait fait peau neuve en 2005. Pour l'année modèle 2006, le logo GM argenté a été ajouté sur les portes avant. Le Tracker a finalement été remplacé par les versions 4 cylindres du Chevrolet Captiva Sport déjà introduit (Saturn Vue aux États-Unis et au Canada, même si le Vue et le Captiva sont tous deux construits au Mexique) à l'été 2008.

## Rapport de sécurité
Selon un rapport de 1995 de l'Insurance Institute for Highway Safety, le Geo Tracker à deux roues motrices de 1991-1993 a fait 21 morts au volant pour 66 210 véhicules immatriculés, l'incidence signalée la plus élevée, soit 3,2 pour 10 000 véhicules. La version 4x4 a cependant signalé 48 décès de conducteurs pour 271 355 véhicules immatriculés (1,8 pour 10 000). L'IIHS déclare que la catégorie petit utilitaire a fait un total de 366 décès de conducteurs pour 2144891 véhicules immatriculés au total (1,6 pour 10000). Cette étude a été largement critiquée pour ses comparaisons erronées. Par exemple, cette étude ne note pas la différence entre les modèles 2 portes et les modèles 4 portes. Une étude ultérieure de l'IIHS montre clairement que, alors que les Tracker 2 portes ont un taux de blessures légèrement inférieur à la moyenne, les modèles à 4 portes sont meilleurs que la moyenne des véhicules utilitaires.

## Chevrolet Trax rebadgé

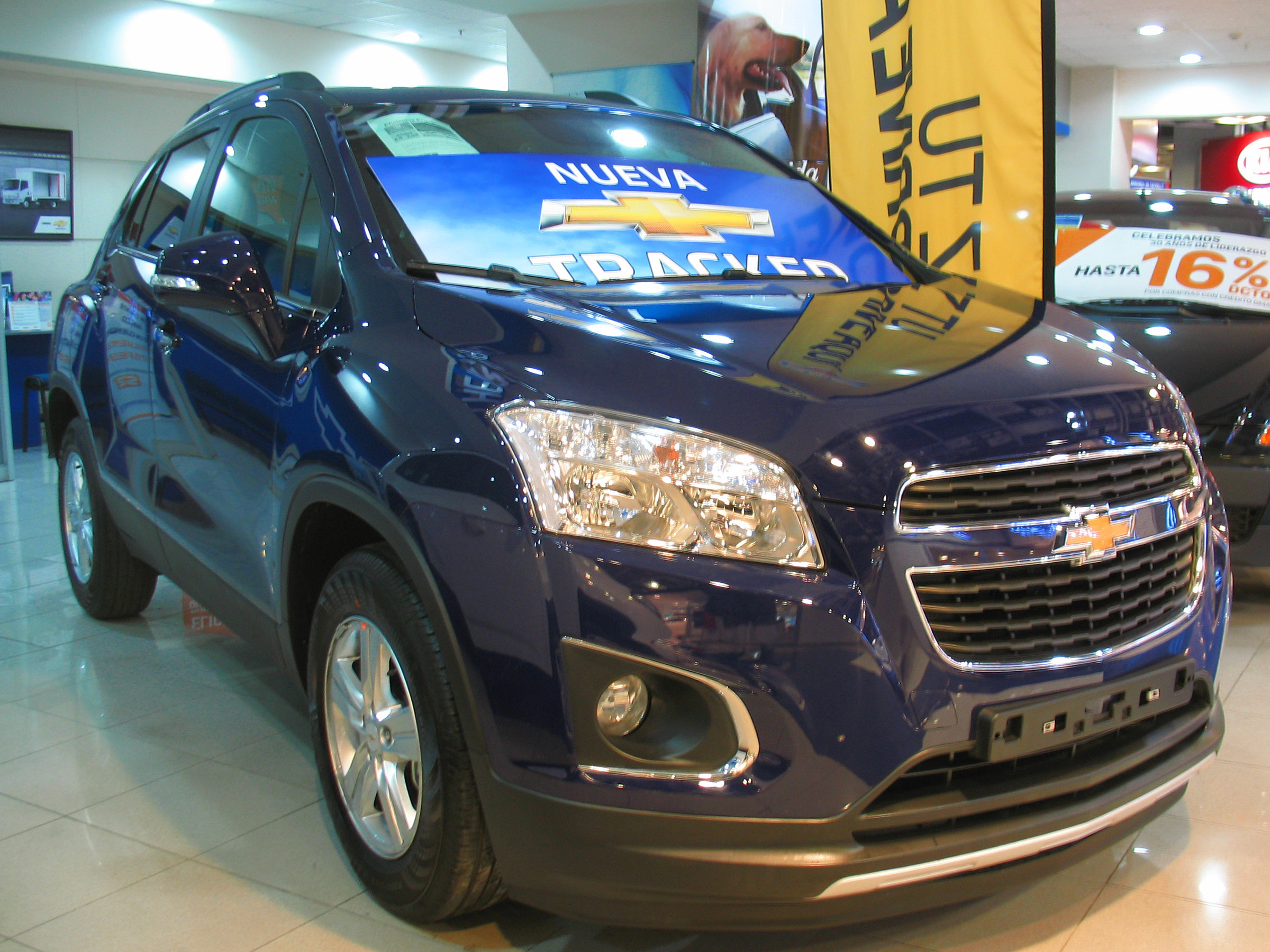
Chevrolet Tracker 2013 (Amérique du Nord,Russie & Brésil)

Depuis 2015, le Chevrolet Trax est commercialisé en Russie et en Amérique du Sud sous le nom de Chevrolet Tracker. En Russie, le nom "Trax" serait trop étroitement lié au mot trakh (Rus. трах), qui est un langage familier pour la copulation.